# رابرت مارشاک
 رابرت مارشاک (انگلیسی: Robert Marshak؛ زاده ۱۱ اکتبر ۱۹۱۶ درگذشته ۲۳ دسامبر ۱۹۹۲) یک فیزیک‌دان اهل ایالات متحده آمریکا بود.